# Vivid
Vivid. – dwudziesty siódmy japoński singel BoA Kwon. Został wydany 4 czerwca 2008. Do płyty powstały wyjątkowo dwa teledyski - Kissing You i Sparkling. W pierwszym dniu płyty na rynku, sprzedano 7936 kopii.

## Lista utworów
| 01 | Kissing You                          | 03:56 |
| 02 | Sparkling                            | 03:55 |
| 03 | Joyful Smile                         | 04:00 |
| 04 | Kissing You (wersja instrumentalna)  | 03:56 |
| 05 | Sparkling (wersja instrumentalna)    | 03:54 |
| 06 | Joyful Smile (wersja instrumentalna) | 03:58 |

| 01 | Kissing You (Teledysk; Promotion Video)   |
| 02 | Sparkling (Teledysk; Promotion Video)     |
| 03 | Kissing you i Sparkling Music Clip Making |

## Wystąpienia na żywo
- 9 maja Music Station - Kissing you
- 26 maja HEY!HEY!HEY! - Sparkling
- 31 maja CDTV - Sparkling

## Notowania na listach przebojów
| Diagram                                                    | Pozycja |
| ---------------------------------------------------------- | ------- |
| Dzienny diagram Oricon (w pierwszym dniu sprzedaży)        | 3       |
| Tygodniowy diagram Oricon (w pierwszym tygodniu sprzedaży) | 5       |
| Miesięczny diagram Oricon (w pierwszym miesiącu sprzedaży) |         |
| Roczny diagram Oricon                                      |         |